# August von Kaulbach
Friedrich August von Kaulbach (Monaco di Baviera, 2 giugno 1850 – Ohlstadt, 26 luglio 1920) è stato un pittore tedesco noto per i suoi ritratti dell'alta società del tempo, spesso nel gusto francese di fine secolo.

## Biografia
Era figlio di un pittore di argomento storico, Friedrich Kaulbach e pronipote di Wilhelm von Kaulbach. Studiò all'Accademia reale di belle arti di Norimberga con August von Kreling, suo parente per matrimonio, e con Karl Raupp. Si trasferì a Monaco di Baviera nel 1871 e fece poi parte di un gruppo che si definì i principi della pittura monacense, con Franz von Lenbach e Franz von Stuck. Iniziò una carriera di ritrattista e divenne uno dei meglio pagati in questo settore in tutto l'Impero tedesco. Dipinse ritratti della più rilevante clientela mondana dell'epoca, sia tedesca che statunitense.

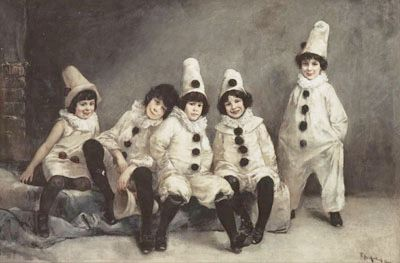
Kinderkarneval rappresentate i bambini della famiglia Pringsheim (1888)

La sua tela Kinderkarneval (I bambini a carnevale) del 1888 è la sua opera più famosa. Rappresenta i cinque bambini della famiglia Pringsheim in costume di Pierrot e Katia Pringsheim, futura sposa di Thomas Mann. Il famoso scrittore ne aveva una riproduzione in camera sua. Il suo dipinto allegorico Germania, realizzato nel 1914, è famoso anche come ultimo testimone di un'epoca passata. 

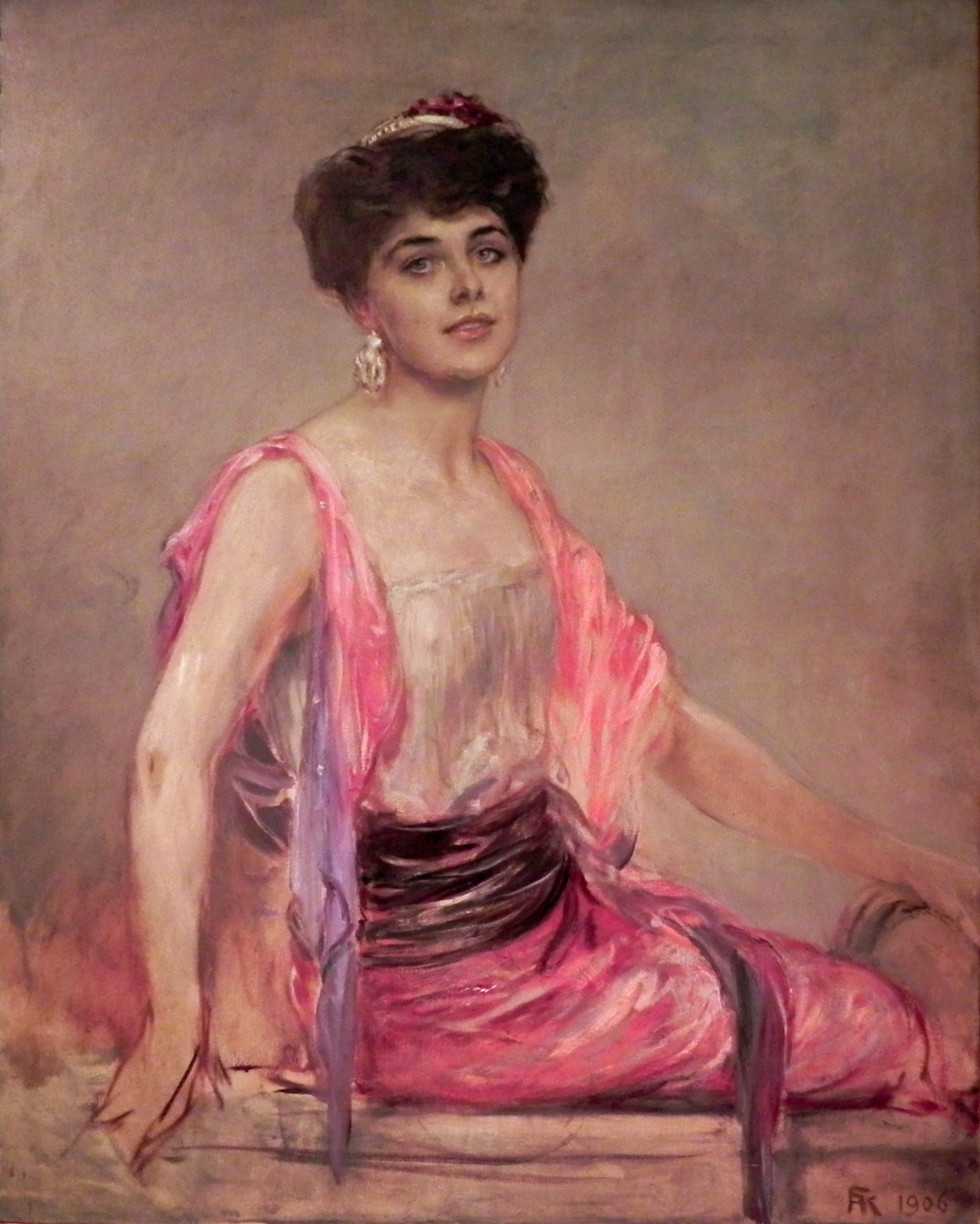
Studio per il ritratto della cantante Geraldine Farrar

Kaulbach fece diversi viaggi a Parigi e venne poi nominato direttore dell'Accademia delle belle arti di Monaco di Baviera nel 1886 e fu membro dell'Accademia delle arti di Berlino.
Sua figlia Hedda sposò lo scultore Toni Stadler e l'altra figlia Mathilde fu sposata in seconde nozze da Max Beckmann.